# Buchnera hispida
Buchnera hispida là loài thực vật có hoa thuộc họ Cỏ chổi. Loài này được Buch.-Ham. ex D.Don mô tả khoa học đầu tiên năm 1825.